# SM Entertainment
SM Entertainment ist ein südkoreanisches Unterhaltungsunternehmen, eine Talentagentur und ein Plattenlabel. Aktuelle Topstars, die von SME vermarktet werden, sind unter anderem BoA, TVXQ, Super Junior, Girls’ Generation, SHINee, f(x), EXO, Red Velvet, NCT, SuperM und æspa.

## Geschichte
SM Entertainment wurde 1995 von Lee Soo-man gegründet. Anfangs stand „SM“ als Abkürzung für den Namen des Gründers, doch heute steht es für „Star Music“. Die Firma wurde im April 2000 als erstes koreanisches Entertainment-Unternehmen im KOSDAQ gelistet. Im ersten Quartal 2010 erzielte S.M. Entertainment einen Umsatz von 22,7 Milliarden Won. 2012 produzierte SM Entertainment den Film I Am über die Popstars ihres Labels.
2018 übernahm SM Entertainment die Bae Yong-joons Anteile an seiner Schauspieleragentur KeyEast und akquirierte dadurch das Unternehmen.

## SMTown World Tour
Die Agentur veranstaltet auch jährlich Konzerte mit allen Künstlern, die bei SME unter Vertrag stehen.
Von 2010 bis 2011 fand die SMTown Live World Tour statt mit Auftritten in Seoul, Los Angeles, Tokio, Paris und weiteren Städten.

## Aktuelle Liste der Künstler
| Debüt | Artist            | Geschlecht | Mitglieder | Leader       | Status     | Fanclub                    | Offizielle Farbe |
| ----- | ----------------- | ---------- | --- | ------------ | ---------- | -------------------------- | ---------------- |
| 1996  | Kangta            | Männlich   | – | –            | Aktiv      | Club K.I.T.                | Weiß             |
| 2000  | BoA               | Weiblich   | – | –            | Aktiv      | Jumping BoA(Kr), SOUL(Jp)  | Zitronengelb     |
| 2001  | Dana              | Weiblich   | – | –            | Inaktiv    | Shapley                    | Pearl Pink       |
| 2002  | Chu Ga Yeol       | Männlich   | – | –            | Inaktiv    | –                          | –                |
| 2003  | TVXQ              | Männlich   | U-Know Yunho, Max Changmin | U-Know Yunho | Aktiv      | Cassiopeia(Kr) Bigeast(Jp) | Pearl Red        |
| 2004  | TraxX             | Männlich   | Jay, Jungmo | Jay          | Aufgelöst  | TRAXIAN                    | Kobaltblau       |
| 2004  | Sunday            | Weiblich   | – | –            | Inaktiv    | Shapley                    | Pearl Pink       |
| 2005  | The Grace         | Weiblich   | Lina, Dana, Sunday, Stephanie | –            | Inaktiv    | Shapley                    | Pearl Pink       |
| 2005  | Super Junior      | Männlich   | Leeteuk, Heechul, Kangin, Shindong, Yesung, Sungmin, Eunhyuk, Donghae, Siwon, Ryeowook, Kyuhyun (Super Junior-M: Zhou Mi, Henry) (Inaktiv: Kibum)                                                                     | Leeteuk      | Aktiv      | E.L.F                      | Saphirblau       |
| 2006  | Zhang Liyin       | Weiblich   | – | –            | Aktiv      | Chocolate                  | Metal Light Gold |
| 2007  | J-Min             | Weiblich   | – | –            | Aktiv      | –                          | –                |
| 2007  | Girls’ Generation | Weiblich   | Taeyeon, Sunny, Tiffany, Hyoyeon, Yuri, Sooyoung, Yoona, Seohyun | Taeyeon      | Aktiv      | S♥NE                       | Pastel Rose      |
| 2008  | SHINee            | Männlich   | Onew, Key, Minho, Jonghyun (verstorben), Taemin, | Onew         | Aktiv      | Shawols/SHINee World       | Pearl Aqua       |
| 2009  | f(x)              | Weiblich   | Victoria, Amber, Sulli (verstorben), Luna, Krystal | Victoria     | Inaktiv    | MEU                        | Periwinkle       |
| 2010  | SM The Ballad     | Gemischt   | Max Changmin, Yesung, Taeyeon, Jonghyun, Krystal, Chen, Zhou Mi, Zhang Liyin | –            | Inaktiv    | –                          | –                |
| 2012  | EXO               | Männlich   | Suho, Baekhyun, Chanyeol, D.O, Kai, Sehun (EXO-K) | Suho         | Aktiv      | EXO-L                      | Cosmic Latte     |
| 2012  | EXO               | Männlich   | Xiumin, Lay, Chen (EXO-M) | –            | Inaktiv    | EXO-L                      | Cosmic Latte     |
| 2014  | Red Velvet        | Weiblich   | Irene, Seulgi, Wendy, Joy, Yeri | Irene        | Aktiv      | REVELUV                    | Pastel Coral     |
| 2014  | Taemin            | Männlich   | – | –            | Aktiv      | Taemints                   | Pearl Aqua       |
| 2015  | Jonghyun          | Männlich   | – | –            | Verstorben | Blingers                   | Pearl Aqua       |
| 2016  | NCT U             | Männlich   | Taeyong, Yuta, Doyoung, Ten, Jaehyun, Winwin, Mark, Renjun, Jeno, Haechan, Jaemin, Chenle, Jisung seit 2017: Johnny seit 2018: Kun, Jungwoo, Lucas seit 2019: Xiaojun, Hendery, YangYang seit 2020: Shotaro, Sungchan | Taeyong      | Aktiv      | NCTzen                     | Neon Green       |
| 2016  | NCT 127           | Männlich   | Johnny, Taeyong, Yuta, Doyoung, Jaehyun, WinWin, Jungwoo, Mark, Haechan | Taeyong      | Aktiv      | NCTzen                     | Neon Green       |
| 2016  | NCT Dream         | Männlich   | Mark, Renjun, Jeno, Haechan, Jaemin, Chenle, Jisung | Mark         | Aktiv      | NCTzen                     | Neon Green       |
| 2019  | WayV (NCT China)  | Männlich   | Kun, Ten, WinWin, Xiaojun, Hendery, YangYang | Kun          | Aktiv      | WayZenNi                   | Neon Green       |
| 2019  | SuperM            | Männlich   | Baekhyun, Taemin, Kai, Taeyong, Ten, Lucas, Mark | Baekhyun     | Aktiv      | –                          | –                |
| 2020  | Aespa             | Weiblich   | Giselle, Winter, Karina, NingNing | Karina       | Aktiv      | My                         | –                |
| 2023  | RIIZE             | Männlich   | Anton,Wonbin,Shotaro,Sungchan,Sohee,Eunseok,Seunghan ( RIIZE IS SEVEN!) | –            | Aktiv      | BRIIZE                     | –                |
| 2025  | Hearts2Hearts     | Weiblich   | Carmen, Jiwoo, Yuha, Stella, Juun, A-na, Ian, Ye-on | Jiwoo        | Aktiv      | S2U                        |                  |